# Železnica
Železnica (niem. Eisnern bei Großlupp) – wieś w Słowenii, w gminie Grosuplje. 1 stycznia 2017 liczyła 33 mieszkańców.